# Вавила Антіохійський
Вави́ла Антіохі́йський (?  250) — святий, антіохійський патріарх з 237 року, мученик.
Святий Вавила став єпископом сирійської Антіохії 237 року. Правив він своєю архиєпархією впродовж 13 років. Імператор Декій, який люто ненавидів християн, наказав 250 року ув'язнити Вавилу, а згодом убити його мечем. Перед смертю Вавила просив, щоб разом з його тілом поховали і ті кайдани, які він носив з любові до Христа.
Після смерті Вавили християни збудували церкву, в якій зберігали його святі мощі до 351 року. Згодом їх перенесли до нової церкви в передмісті Антіохії Дафне, яка знаходилася неподалік поганської святині Аполлона. Під час перенесення святих мощей грім ударив у святиню Аполлона і перетворив її на купу попелу.
День пам'яті — 4 вересня.